# 興和
興和株式会社（こうわ、英: KOWA COMPANY LTD.）は、愛知県名古屋市中区に本社を置く日本の大手総合商社である。商社機能に加えて、メーカー機能を併せ持つことを特徴とする。

## 概要
興和は興和グループの統括会社である。グループ内に、兄弟会社として興和紡株式会社がある。前身の「服部兼三郎商店」時代に豊田佐吉の自動織機開発（のちの豊田自動織機）を支援した歴史がある。
事業部は「商社部門」と「メーカー部門」がある。「商社部門」は繊維、機械、建材、船舶、鉱物資源、化成品原料、生活関連物資の貿易業、「メーカー部門」は医薬品、医療機器、光学機器、省エネ関連製品の製造をそれぞれ営む。
医薬品メーカーとしては「コルゲンコーワ」や「キャベジンコーワ」などのテレビCMを日本全国（一部を除く）の民放テレビ局でスポットCM主体（とくに深夜早朝時間帯）で放映し、一般消費者にも広く知られる。そのほか光学機器では「PROMINAR」ブランドのカメラ用レンズや観光地用の望遠鏡、放送映像機器を製造販売し、日本放送協会および日本全国の民放テレビ局・ラジオ局へ納入している。
ブルドックソースと名糖産業の筆頭株主で、それぞれ相互に株式を持ち合う。

## 沿革

### 前身会社
- 1894年（明治27年） - 繊維問屋である服部兼三郎商店として名古屋市八百屋町に創業する[3]。
- 1912年（大正元年） - 株式会社服部商店を設立し、法人に改組する。
- 1919年（大正8年） - 紡績業を開始する。
- 1920年（大正9年） - 相場の破綻に起因し、服部兼三郎が享年51で自殺。

### 現法人
- 1939年（昭和14年） - 商工分離の国策により、株式会社服部商店に紡績部門を残して商事部門を分離し、株式会社カネカ服部商店として設立する。
- 1940年（昭和15年） - 商号を株式会社服部商店に変更する。
- 1943年（昭和18年） - 商号を興服産業株式会社に変更する。
- 1945年（昭和20年） - 非繊維分野へ進出する。
- 1946年（昭和21年） - 解散した日本軍から技師を招へいして光学機器分野へ進出する。
- 1947年（昭和22年） - 解散した日本軍から技師を招へいして医薬品分野へ進出する。
- 1954年（昭和29年） - 興和新薬株式会社を設立する。
- 1960年（昭和35年） - 商号を興和株式会社へ変更する。
- 2003年（平成15年） - 日研化学株式会社を子会社化する。
- 2005年（平成17年）6月 - 大日本製薬から一般用医薬品（OTC医薬品、大衆薬）とヘルスケア事業を譲受する。
- 2006年（平成18年）
  - 10月 - 医療用医薬品の営業部門を日研化学へ移管して事業統合。日研化学は興和創薬株式会社に社名変更した。
  - 12月5日 - 眼内レンズの営業をメニコンから譲受し、同社との合弁で開発・製造を行う株式会社アイコンを設立する。
- 2007年（平成19年）7月1日 - 興和創薬の医薬品製造販売業に係わる事業、製造業及び研究開発事業を、興和が承継。
- 2008年（平成20年）
  - 8月4日 - アメリカの医薬品販売会社プロエチック・ファーマシューティカルズを買収し、9月1日にコーワ・ファーマシューティカルズ・アメリカへ商号を変更[4]する。
  - 9月24日 - イスラエルの後発医薬品世界最大手メーカーテバファーマスーティカル・インダストリーズと提携する。
  - 11月11日 - テバファーマスーティカルと合弁会社「興和テバ株式会社」を設立する。
- 2009年（平成21年） 
  - 4月1日 - 子会社の興和ファイナンス株式会社を吸収合併する。
  - 4月1日 - アポプラスステーション株式会社と合弁会社「キャリア&リープス株式会社」を設立する。
  - 12月23日 - アメリカのブリガム・アンド・ウィメンズ病院と共同研究施設の心臓血管科学研究所をボストンのロングウッド・メディカル・エリアに設立[5]する。
- 2010年（平成22年）
  - 2月 - 韓国の液晶部品メーカーD.ID Corporationと資本と業務で提携する。
  - 4月 - 日東電工株式会社とドネペジル塩酸塩の経皮吸収型テープ製剤（アルツハイマー型認知症治療薬）に関する共同開発契約を締結する。
  - 7月23日 - 韓国のLED照明関連製品メーカーTechsign Lightpanelと資本と業務で提携する。
  - 8月1日 - 6月に設立した子会社のインコントロが、民事再生法の適用を申請した株式会社オリゾンティの海外ファッションブランド事業を譲受する。
  - 8月2日 - 株式会社丸栄の第三者割当増資を引受けて子会社化する。
  - 10月1日 - 吸収分割により興和紡績株式会社のヘルスケアー事業、精密機器事業および不動産事業の一部を継承する[6]。
- 2011年（平成23年）
  - 1月28日 - インド財閥のアダニグループと包括的事業提携で基本合意する[7]。
  - 9月26日 - 興和とテバファーマスーティカルの合弁事業解消を発表。
    - 興和テバはテバ100%出資会社となり、2012年（平成24年）4月1日に同じテバ傘下の大洋薬品工業と合併してテバ製薬となった。のち2016年（平成28年）4月1日に武田薬品工業が株式交付でテバ製薬に資本参加し、10月1日付で武田テバファーマとなった。
- 2012年（平成24年）
  - 3月1日 - 株式会社名古屋観光ホテルを完全子会社とする。
  - 3月14日 - 風力発電装置メーカーのエネルギープロダクト株式会社と資本・業務提携。同社の第三者割当増資を引き受け、同社株式の46%を取得[8]する。
  - 6月 - 富士山の銘水株式会社と資本・業務提携し、ウォーターサーバー事業に参入[9]する。
  - 10月17日 - ファッションブランド「Franche lippée」（フランシュリッペ）を展開する株式会社クリエイションと資本・業務で提携する[10]。
  - 10月30日 - 通信販売のウェブサイト「KOWA Happiness Direct」を開設し、サプリメントの通信販売事業に参入する[11]。
- 2013年（平成25年）
  - 1月14日 - 三輪隆康が他界[12]。
  - 4月1日 - 東和オプティカル株式会社の賃貸業務および販売業務に関する権利義務を、吸収分割により株式会社光研が継承。同時に商号を興和光学株式会社[注釈 1]に変更する[13]。
  - 9月20日 - 株式会社毎日新聞社が保有する株式会社ナゴヤキャッスルの株式37.7%のうち35%を取得して筆頭株主となる[14]。
- 2014年（平成26年）
  - 1月 - コアホールディング株式会社の株式を取得し、子会社とする[15]。
  - 1月15日 - 株式会社白元から日本国内における使い捨てカイロ事業を譲受。また同社との合弁で、製造会社の興和白元古河ファクトリー株式会社[注釈 2]を設立し、4月から販売を開始すると発表[16]。
  - 4月8日 - 缶コーヒー「コーワパワードコーヒー」を発売し、飲料事業へ進出。
  - 8月 - 興和白元古河ファクトリーの株式を追加取得して完全子会社とし、同時に興和古河ファクトリー株式会社に商号を変更する[15]。
  - 9月17日 - 白元から譲受した「ホッカイロ」シリーズを刷新して「ホッカイロぬくぬく当番」などを発売する。
- 2016年（平成28年）3月 - Kowa South East Asia Pte, Ltd.の株式を追加取得して完全子会社とする[15]。
- 2017年（平成29年）
  - 4月1日 - 江守商事株式会社および同社のグループ会社である北陸化成⼯業株式会社、北陸カラー株式会社、江守物流株式会社を子会社[17][18]とする。
  - 5月18日 - 新素材研究開発部門として茨城県つくば市に興和先端科学研究所を設立する[19]。
  - 7月1日 - 子会社の江守商事が、興和の子会社となっていた北陸化成⼯業、北陸カラー、江守物流の全株式を取得して子会社とする[20]。
  - 7月11日 - 株式会社丸栄を株式公開買付で完全子会社化[21][22]。
- 2019年（平成31年）4月1日 - 子会社の興和新薬、および興和創薬（初代）を吸収合併[23]。
- 2021年（令和3年）
  - 1月1日 - ナゴヤドーム（中日ドラゴンズの本拠地球場）の命名権を5年間取得し「バンテリンドーム ナゴヤ」[24]とする。
  - 3月19日 - 同年6月末までにワタベウェディングを完全子会社とすることを発表[25][26]。
  - 6月30日 - ワタベウェディングを完全子会社とする[27]。
- 2023年（令和5年）9月 - 一般社団法人日本eスポーツ連合とオフィシャルスポンサー契約を締結[28]。
- 2025年（令和7年）1月23日 - リコーブラックラムズ東京とオフィシャルパートナー契約を締結[29]。

## グループ会社

### 興和紡
- 興和紡 - 源流企業（同根企業）。かつての服部商店・興和紡績である。服部商店を商社事業の興和と製造事業の興和紡績に分離して繊維紡績事業部門を担った企業。繊維紡績事業は2007年に興和へ譲渡しているため、印刷事業・物資事業・冷蔵倉庫事業と幅広い事業を担う。

### 商社事業
- インコントロ - 衣料品・ファッション製品の企画・製造・販売。ヴィヴィアン・ウエストウッドやアン・ドゥムルメステール等、インポートブランドの小売事業展開を手掛ける。
- テネリータ - オーガニックコットン製品及び生活雑貨などの企画・製造・販売。
- シュテルン名古屋南 - メルセデス・ベンツ正規販売店「メルセデス・ベンツ名古屋南」・「メルセデス・ベンツ名古屋北」の運営。
- 名南三菱自動車販売 - 三菱自動車工業の販売ディーラー（旧・カープラザ）

### 健康・医療事業
- 興和古河ファクトリー - カイロ等の日用雑貨品の製造。
- キャリア&リープス - OTC医薬品を中心とした営業支援事業（人材派遣業）。興和とアポプラスステーションとの合弁により設立。
- アクトヘルスケア - 食品・衛生雑貨・指定医薬部外品等の卸売販売。
- コアホールディング - 北海道で薬局の経営や調剤業務を行う。
- コーワ・ファーマシューティカルズ・アメリカ - 2008年8月に買収したアメリカの医薬品販売会社。旧プロエチック・ファーマシューティカルズ。

### 光学・電気事業
1946年（昭和21年）、旧陸海軍の技術保存、利用の見地から発足した興和光器製作所をルーツに持つ。1953年（昭和28年）、皇太子が外遊の際にノルウェーを訪問し、同国王室から猟銃を贈られることがあったが、このときの猟銃についていたスコープは興和製のものであった。写真機製造も行っていた時期もある。
- 興和オプトロニクス（旧・興和光学） - 光学レンズや光学機器・医療機械の開発・製造・販売。観光用双眼鏡、テレビ望遠鏡「てれぼーくん」は、東京タワー、お台場、六本木ヒルズなどの展望台に設置されている。
- 興和テクニカルサービス - 光学機器の保守・保全、リース業

### 産業関連事業
- 興和江守（旧・江守商事） - 化学品や電子材料などを取り扱う専門商社。経営破綻した江守グループホールディングス（後のサスティナ）の子会社。2020年4月1日付で現社名に変更。

### ホスピタリティ事業
- エスパシオエンタープライズ - 2021年7月1日に下記の名古屋観光ホテルおよびナゴヤキャッスルのホテル事業および料飲事業を吸収分割により承継[31][32]。
- 名古屋観光ホテル - 松坂屋・伊藤家の呼びかけで創設された、名古屋市最古の名門ホテル。ヒルトン名古屋進出による経営悪化を受け、興和が90%以上の株式を買収し支援。2012年3月に完全子会社化。
- ナゴヤキャッスル - ホテルナゴヤキャッスルを運営。かつては毎日新聞社が筆頭株主であった。

### 食品事業
- Kowa Premium Foods Hawaii Corporation

### 不動産事業
- 興和地所 - 分譲マンション「シュロス」、分譲戸建住宅「シュプロス」などを展開する不動産会社である。
- 丸栄 - 松坂屋と並ぶ戦前からの名古屋の老舗百貨店であったが、2018年6月30日に営業を終了した。

### 管理事業
- 興和ロジスティクス - 物流センター管理運営事業
- 三協 - 保険代理業

### 旧グループ会社
- 興和新薬 - 2019年4月に興和が吸収合併。一般用医薬品を販売していた。
- 興和創薬 - 旧興和創薬は2019年4月に興和へ吸収合併。2代目の興和創薬は2020年4月に興和へ吸収合併。医療用医薬品を販売していた。
- 興和テバ - テバファーマスーティカル・インダストリーズと合弁を解消後、大洋薬品工業と統合してテバ製薬となり、現在は武田テバファーマである。
- 興和ジェネリック - ジェネリック医薬品を販売した。2015年4月1日に興和創薬と合併[33]した。
- 興環テクノ - 電気工事業及び保守・メンテナンス業。2023年10月に興和オプトロニクスへ吸収合併。
- 愛知国際放送（RADIO-i） - 日本で4番目に開局した外国語FMラジオ局でMegaNetに加盟していた。2008年8月から興和の100%子会社であったが、経営不振のために2010年9月30日ですべての放送を終了し、会社は清算した。

## 事業所

### 本社
- 名古屋本社 - 名古屋市中区錦3-6-29

### 支店
- 東京支店 - 東京都中央区日本橋本町3-4-14
- 大阪支店 - 大阪市中央区淡路町2-3-5
- 札幌支店 - 札幌市中央区北1条西5丁目2　札幌 興銀ビル2F
- 仙台支店 - 仙台市青葉区花京院2-1-65　いちご花京院ビル11F
- 関東支店 - さいたま市中央区上落合8-10-24
- 東京第一支店 - 東京都中央区日本橋本町3-4-10
- 東京第二支店 - 千葉市中央区都町3-1-2
- 横浜支店 - 横浜市神奈川区三ツ沢上町30-15
- 名古屋支店（医薬事業部）- 名古屋市中区錦3-6-29
- 京都支店 - 京都市南区西九条御幸田町103
- 広島支店 - 広島市中区上幟町8-20
- 高松支店 - 香川県高松市松縄町49-6　松縄ビル
- 福岡支店 - 福岡市博多区店屋町4-15
- 東京営業所（生活関連事業部） - 東京都渋谷区神宮前6-7-1　TRES表参道 C棟
- 東京営業所（分室）（生活関連事業部） - 東京都渋谷区神宮前6-27-8　京セラ原宿ビル 6F

### 研究所
- 東京創薬研究所 - 東京都東村山市野口町2-17-43
- 富士研究所 - 静岡県富士市大野新田332-1
- 興和先端科学研究所 - 茨城県つくば市観音台1-25-5
- 調布研究所 - 東京都調布市調布ヶ丘3-3-1

### 工場
- 富士工場 - 静岡県富士市大野新田332-1
- 名古屋工場 - 名古屋市北区鳩岡2-18-57
- 真岡工場 - 栃木県真岡市松山町21-1
- 浜松工場 - 静岡県浜松市北区新都田1-3-1
- 調布工場 - 東京都調布市調布ヶ丘3-3-1
- 小牧工場 - 愛知県小牧市大字本庄字黒羽根178-4

### 物流センター
- 北海道物流センター - 札幌市白石区東札幌6-1-2-30 札幌三信物流ビル
- 東部物流センター - 埼玉県加須市芋茎1052-1
- 大阪物流センター - 大阪府茨木市清水1-17-8
- 西日本物流センター - 大阪府門真市殿島町9-7
- 九州物流センター - 佐賀県鳥栖市姫方町字蓮原1628

### 海外
アメリカ、カナダ、チリ、イギリス、フランス、ドイツ、スイス、イタリア、中国、韓国、香港、台湾、フィリピン、ベトナム、タイ、シンガポール、インド、アラブ首長国連邦

## 主な製品

### 繊維・ファッション
- PGA（ライセンスブランド）
- PENTY'S（オリジナルブランド）
- SNIP SNAP（オリジナルブランド）
- リズム&バランス（オリジナルブランド） - 2010年1月女子プロゴルファー宅島美香とウエア契約を締結。

機能性材料として、クモの糸よりも強度が高いミノムシの糸に着目し、実用化に向けて農業・食品産業技術総合研究機構と共同研究している。

### 健康関連

#### OTC医薬品（医薬部外品を含む）
OTC医薬品・医薬部外品などは旧・大日本製薬より譲受けた製品、「エバステルAL」を除き、すべての製品名に小さく「コーワ」がつくが「キューピーコーワ」だけは一連のブランド名となる。
なお、旧・大日本製薬より譲り受けた製品は、アイテムの整理により、2022年9月現在も発売されている製品は少なくなっている。
☆：医薬部外品
★：指定医薬部外品
△：化粧品
◇：大日本製薬（現・住友ファーマ）より譲受した製品

キャベジンコーワ
キャベツから抽出した成分（ビタミンU：MMSC…メチルメチオニンスルホニウムクロライド）を主原料とした胃腸薬。
- キャベジンコーワα【第2類医薬品】 - 2014年11月発売。従来発売されていた「新キャベジンコーワS（2008年7月発売）」の処方をベースに、ソウジュツ乾燥エキスに替わり、健胃生薬のソヨウ乾燥エキスを配合した錠剤タイプ。2016年10月には、18錠入りを従来の分包タイプから「キューピーコーワα-プラス」の30錠入りや「新キューピーコーワi」の27錠入りと同じ小型プラスチックボトル（ブリスターパック包装）に変更してリニューアルした。
- キャベジンコーワα顆粒【第2類医薬品】 - 2016年11月発売。従来発売されていた「キャベジンコーワ細粒」に替わって発売されたもので、制酸成分は水酸化アルミニウム・炭酸水素ナトリウム共沈物を炭酸水素ナトリウム単体に、酸化マグネシウムを炭酸マグネシウムにそれぞれ差し替え、沈降炭酸カルシウムを加えて4種類に、健胃生薬は刷新してソヨウ乾燥エキスとセンブリ末の2種類に、消化酵素はビオヂアスターゼ2000の含有量を減らす（30mg/3包→24mg/3包）代わりに、リパーゼAP12を加えて2種類となり、シソ風味の顆粒剤となった。また、包装体系を見直し、希望小売価格を値下げした（本体価格 20包/1,070円、32包/1,550円→12包/650円、28包/1,400円）。
- キャベジンコーワ健胃錠★

キャベ2コーワ
1991年から発売が開始された、食前に服用する胃腸薬。
- 新キャベ2コーワ【第2類医薬品】 - 2008年10月発売。従来の処方に、胃粘膜保護成分をプラスした顆粒タイプ。

液キャベコーワ
液体タイプの胃腸薬。医薬品については中外医薬生産が製造販売元だったが、2015年より自社製造となる。
- 液キャベコーワ【第2類医薬品】 - 7種類の健胃生薬と制酸剤（合成ヒドロタルサイト）を配合。2012年10月にパッケージリニューアルを行い、これまでの紙箱を廃止してシュリンク包装となり、希望小売価格を値下げした（本体価格 485円→400円）。
- 液キャベコーワG【第2類医薬品】 - 2012年10月発売。ニンニク抽出成分のオキソアミヂンを「液キャベコーワ」に比べて高配合するとともに、ウコンも配合。また、ウコンとヒハツは粉末生薬をまるごと配合している。
- 液キャベコーワL【第2類医薬品】 - 2012年10月発売。モッコウやチョウジなど6種類の健胃生薬と制酸剤（合成ヒドロタルサイト）を配合し、グレープフルーツ味としたもの。
- 液キャベコーワA★ - 2010年9月発売。コンビニエンスストア向け製品。2017年にパッケージデザインが変更された（製造販売元：滋賀県製薬）。

イイラック
- イイラック漢方胃腸薬細粒◇【第2類医薬品】（製造販売元：ダイト）

トメダインコーワ
ロペラミド塩酸塩を配合した下痢止め薬。
- トメダインコーワフィルム【指定第2類医薬品】 - 2010年6月発売。下痢止め薬としては日本初となるフィルムタイプ。
- トメダインコーワ錠【指定第2類医薬品】 - 2010年9月発売。

ザ・ガードコーワ
- ザ・ガードコーワ整腸錠α3+（アルファスリープラス）【第3類医薬品】 - 元々は「ザ・ガードコーワ整腸錠」として発売されていたが、2010年4月にパントテン酸カルシウムを配合するリニューアルを行い、「ザ・ガードコーワ整腸錠PC」に改名。2017年4月にビフィズス菌を加えて制酸剤の組み合わせを変更し、容器も瓶から乾燥剤練り込みのプラスチックボトルに変更してリニューアルし、再改名した（製造販売元：日東薬品工業）。

キューピーコーワ
1954年に滋養強壮剤「キューエンドピーコーワ」の商品名にて発売開始。ブランド名の「キューピー」とは、Q（Quality=クオリティ） & P（Perfect=パーフェクト）の略である。
- キューピーコーワゴールドα【第3類医薬品】 - ビタミン含有保健薬。
- キューピーコーワゴールドαプラス【第3類医薬品】 - 「キューピーコーワゴールドα」の処方をベースにトウキを配合したビタミン含有保健薬。2015年6月に大容量の260錠入りを追加発売。
- キューピーコーワゴールドA★ - 「キューピーコーワゴールド」の基礎製品。180錠入りの他に、「ワンデーパッケージ」仕様の2錠入りも設定されている。
- キューピーコーワiプラス【第3類医薬品】 - ビタミンB1主薬製剤。オキソアミヂン末やシアノコバラミン（ビタミンB12）などを配合し、眼精疲労や肩こりの緩和に重点を置いたもの。元々2000年に「キューピーコーワi」として発売され、2009年12月にL-アスパラギン酸マグネシウム・カリウムを加え、オキソアミヂン末を増量するリニューアル行い、「新キューピーコーワi」に改名。2015年4月にリボフラビン（ビタミンB2）とピリドキシン塩酸塩（ビタミンB6）を省く代わりに、ヘプロニカートを配合するリニューアルを行い、再改名した。
- キューピーコーワコシテクター【第2類医薬品】 - 2016年10月発売。ビタミンB1主薬製剤。ATP（アデノシン三リン酸二ナトリウム水和物）・オキソアミヂン末・ビタミンE（トコフェロールコハク酸エステルカルシウム）などを配合し、腰痛の緩和に重点を置いたもの。
- キューピーコーワコンドロイザー【第2類医薬品】 - 2014年10月発売。ビタミンB1主薬製剤。コンドロイチン硫酸エステルナトリウムや生薬ボウイ乾燥エキスなどを配合し、関節痛の緩和に重点を置いたもの。
- キューピーコーワαドリンク★ - 2017年4月発売。ドリンク剤。
- キューピーコーワαゼロドリンク★ - 2020年4月発売。「キューピーコーワαドリンク」を糖類ゼロ化・低カロリー化したドリンク剤。
- キューピーコーワゴールドドリンク★ - 2019年4月発売。ミニドリンク剤。
- キューピーコーワiドリンク★ - 2018年4月発売。ドリンク剤。
- キューピーコーワαドリンク★ - 2017年4月発売。ドリンク剤。
- キューピーコーワαチャージ★ - 内用液剤（ゼリー飲料）。
- キューピーコーワアミノV★ - 2010年3月発売
- キューピーコーワヒーリング★ - 2010年3月発売

パニオンコーワ
- パニオンコーワ錠【第2類医薬品】 - ATP（アデノシン三リン酸二ナトリウム）を配合したエネルギー代謝改善薬。2011年1月にリスク区分を変更。

ミオDコーワ
ニンニク抽出成分オキソアミヂンを配合したミニドリンク剤（製造販売元：滋賀県製薬）。
- 新ミオDコーワ100★ - オキソアミヂン100mgにニンジン乾燥エキスと4種類のビタミンなどを配合。
- ミオDコーワ70α【第3類医薬品】 - オキソアミヂン40mgに、ロクジョウチンキ、4種類のビタミンなどを配合。
- ミオDコーワ100α【第3類医薬品】 - オキソアミヂン100mgに、ニンジン乾燥エキス、ロクジョウチンキ、4種類のビタミンなどを配合。
- ミオDコーワ200【第2類医薬品】 - オキソアミヂン200mgにイカリ草エキス、ニンジン乾燥エキス、ローヤルゼリー、3種類のビタミンなどを配合。

ビタックス
- ビタックスGO◇【第2類医薬品】- ミニドリンクタイプのビタミン含有保健薬（製造販売元：大昭製薬）。

マイトラベル
- マイトラベル錠◇【第2類医薬品】 - 錠剤タイプの乗り物酔い防止薬（製造販売元：パナケイア製薬）。

レディガードコーワ
- レディガードコーワ【指定第2類医薬品】 - 2008年8月発売。フラボキサート塩酸塩を日本で初めて配合した、女性専用の頻尿・残尿感改善薬。2012年8月にリスク区分を変更。

ジェントスルーコーワ
- ジェントスルーコーワ細粒【指定第2類医薬品】 - 2009年9月発売。八味地黄丸に五味子と麦門冬を加えた「八味地黄丸加五味子麦門冬」が主成分の漢方製剤。2012年4月にリスク区分が変更された（製造元：日東薬品工業）。

エルペインコーワ
- エルペインコーワ【指定第2類医薬品】 - 2011年12月発売。イブプロフェンとブチルスコポラミン臭化物を同時配合した日本初の生理痛専用の鎮痛薬。2015年12月にリスク区分を変更。

コルゲンコーワ
かぜ関連の総合ブランド。
- コルゲンコーワIB錠TXα【指定第2類医薬品】 - 2017年10月発売。錠剤タイプの総合かぜ薬。従来発売されていた「コルゲンコーワIB錠TX（2011年7月発売）」の後継製品で、イブプロフェンを増量（450mg/9錠 → 600mg/9錠）し、グアイフェネシンに替わってアンブロキソール塩酸塩が配合された。
- コルゲンコーワIB透明カプセルα【指定第2類医薬品】 - 2014年7月発売。液状カプセルタイプの総合かぜ薬。従来発売されていた「コルゲンコーワIB透明カプセル」の処方をベースに、グアイフェネシンをアンブロキソール塩酸塩に差し替えた。
- コルゲンコーワIB透明カプセルαプラス【指定第2類医薬品】 - 2019年11月発売。「コルゲンコーワIB透明カプセルα」の処方をベースに、イブプロフェンを増量（450mg/6カプセル → 600mg/6カプセル）した液状カプセルタイプの総合かぜ薬。
- コルゲンコーワIB2【指定第2類医薬品】 - 2014年7月発売。1日2回服用・カプセルタイプの総合かぜ薬。従来発売されていた「コルゲンコーワIB 「1日2回」Tカプセル」の後継製品で、包装体系・価格・有効成分は従来の「IB「1日2回」Tカプセル」と同じである。
- コルゲンコーワ解熱鎮痛LXα【第1類医薬品】 - 2015年7月発売。解熱鎮痛薬（ロキソプロフェンナトリウム・トラネキサム酸配合）。なお、興和が解熱鎮痛薬を発売するのは旧大日本製薬から譲り受けて発売された「シペラEV」以来の製品で、かつて発売されていた「コルゲンコーワ熱と痛み」以来となる「コルゲンコーワ」ブランドで新たに発売された。
- コルゲンコーワ液体かぜ薬【第2類医薬品】 - 麻黄湯が主成分の液剤。
- コルゲンコーワ顆粒かぜ薬【第2類医薬品】 - 麻黄湯が主成分の顆粒剤。満量処方・1日2回服用型。
- 新コルゲンコーワ咳止め透明カプセル【指定第2類医薬品】 - 2009年7月発売。液状カプセルタイプの鎮咳去痰薬。従来発売されていた「コルゲンコーワ咳止め透明カプセル」の後継製品で、ジヒドロコデインリン酸塩、dl-メチルエフェドリン塩酸塩、安息香酸ナトリウムカフェインを配合。
- 新コルゲンコーワうがい薬★ -
- コルゲンコーワトローチ★
- コルゲンコーワ殺菌・消毒せっけん☆ - 2011年7月発売。かぜ薬ブランドで初の泡で出てくるタイプのハンドソープ。
- コルゲンコーワ手とゆびの消毒ジェル★ - 速乾ジェルタイプの消毒剤。
- コルゲンコーワ鼻炎フィルムクール【第2類医薬品】 - 2014年11月発売。フィルムタイプの鼻炎用内服薬。従来発売されていた「コルゲンコーワ鼻炎フィルム」に比べて添加物のl-メントールを増量した。
- コルゲンコーワ鼻炎ジェルカプセル【第2類医薬品】 - ソフトカプセルタイプの鼻炎用内服薬。2013年12月にパッケージリニューアル。
- コルゲンコーワ鼻炎持続カプセル【指定第2類医薬品】 - 1日2回服用の持続性型鼻炎用内服薬。2013年12月にパッケージリニューアル（製造販売元：大昭製薬）。
- コルゲンコーワ鼻炎ソフトミニカプセル【第2類医薬品】 - ソフトカプセルタイプの鼻炎用内服薬。
- コルゲンコーワ鼻炎ジェット【第2類医薬品】 - 点鼻薬（製造販売元：日東薬品工業）。

マピロン
譲受当初は「コルゲンコーワ」と併用でかぜ薬や鎮咳去痰薬などを扱ってきたが、ほとんどが「コルゲンコーワ」と重複する為、現在は錠剤タイプの鎮咳去痰薬である「マピロンせき止め錠」のみ発売。
- マピロンせき止め錠◇【指定第2類医薬品】（製造販売元：大昭製薬）

フィニッシュコーワ
- フィニッシュコーワ【第3類医薬品】
- フィニッシュコーワA【第3類医薬品】 - ミント風味
- フィニッシュコーワF【第3類医薬品】 - マスカット風味

タウロミン
- 小粒タウロミン◇【第2類医薬品】 - アレルギー用薬。2017年9月にリニューアルされ、内容量が変更となった（240錠→200錠、700錠→630錠、1600錠→1400錠、3000錠→2700錠）（製造販売元：福井製薬）。

エバステル
- エバステルAL【第2類医薬品】 - 2014年1月発売。日本で初めてエバスチンをスイッチOTC化したアレルギー専用鼻炎薬（日本薬局方 エバスチン錠）。2018年1月にリスク区分を変更。

アイフリーコーワ
- アイフリーコーワAL【第2類医薬品】 - 2012年11月発売。日本で初めてアシタザノラスト水和物をスイッチOTC化したアレルギー専用点眼薬。2016年11月にリスク区分を変更。

ウナコーワ

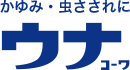
ウナのロゴ

ウナコーワの「ウナ」とはウナ電（至急電報）の「ウナ」であり、即効性をイメージしたものである。
- 新ウナコーワクール【第2類医薬品】 - 液体タイプ（ノンステロイド）。
- ウナコーワクールパンチ【第2類医薬品】 - 2015年4月発売。従来発売されていた「新ウナコーワクール もろこしヘッド」の後継製品。リドカインを2倍に増量（5mg→10mg）したほか、l-メントールも増量（30mg→40mg）した液体タイプ。特殊なブラシ形状の「もろこしヘッド」を採用。
- ウナコーワクールα【指定第2類医薬品】 - 2020年4月発売。液体タイプ（デキサメタゾン酢酸エステル配合）。以前発売されていた「ウナコーワα」の後継製品で、処方は「ウナコーワα」と同一であるが、容量が30mlに加えて55mlを追加した2容量となる。
- ウナコーワエース【指定第2類医薬品】 - 2014年2月発売。アンテドラッグステロイド（プレドニゾロン吉草酸エステル酢酸エステル）配合。液体タイプの「ウナコーワエースL」とゲルタイプの「ウナコーワエースG」がある。2020年4月にパッケージデザインを刷新してリニューアルされ、メーカー希望小売価格を設定しないオープン価格に移行した。
- プチウナコーワ【第2類医薬品】 - 「新ウナコーワクール」の処方をベースにしたスリムボトルのかゆみどめ。携帯電話等に取り付ける別売の専用ストラップが追加された。
- ウナコーワジェル【指定第2類医薬品】 - 2010年4月発売。ジェルタイプ（デキサメタゾン酢酸エステル配合）。以前発売されていた「ウナコーワA」の後継製品。

リビメックスコーワ
- リビメックスコーワ【指定第2類医薬品】 - アンテドラッグステロイド製剤。軟膏・クリーム・ローションの3タイプがある。2011年春にパッケージデザインを変更。

レスタミンコーワ
外皮用薬・内服抗アレルギー薬・薬用石鹸（せっけん）を扱う。
- 新レスタミンコーワ軟膏【第3類医薬品】
- レスタミンUコーワ錠【第2類医薬品】
- レスタミンコーワ糖衣錠【第2類医薬品】
- レスタミンコーワパウダークリーム【第3類医薬品】 - 2010年4月発売。パウダー状クリームタイプ。従来発売されていた「レスタミンコーワクリーム」の後継製品。2020年春にパッケージデザインが変更された。
- 透明レスタミン石鹸☆（製造：カネヨ石鹸）

ケラチナミンコーワ
- ケラチナミンコーワ20%尿素配合クリーム【第3類医薬品】 - 尿素を20%配合したクリームタイプの乾燥性皮膚用薬。
- ケラチナミンコーワ乳状液20【第3類医薬品】 - 尿素とグリチルレチン酸、さらにかゆみ止め成分ジフェンヒドラミン塩酸塩も配合した乳液タイプの乾燥性皮膚用薬。2010年9月に「ケラチナミンコーワW乳状液」のリニューアルに伴って一旦廃止となっていたが、2011年9月にパッケージリニューアルに伴って復活。サイズラインナップは「ケラチナミンコーワW乳状液」を継承し、100gボトルと200gポンプの2サイズとしている。
- ケラチナミンコーワ乳状液10【第3類医薬品】 - 尿素を10%配合した乳液タイプの乾燥性皮膚用薬。
- ケラチナミンコーワヒビエイド【第3類医薬品】 - 2014年9月発売。2種類の修復成分（アラントイン・パンテノール）、ビタミンE（トコフェロール酢酸エステル）、グリチルレチン酸、グリセリンを配合したクリームタイプのひび・あかぎれ用薬。
- ケラチナミンコーワアロマハンドクリーム★ - 2013年9月に「ケラチナミンコーワアロマモイストクリーム」として発売。尿素10%とグリチルレチン酸を配合した保湿クリーム。2017年8月に外箱包装に変更するとともに、「グレース・ローズ」を「ローズの香り」に、「リラクシング・ラベンダー」を「ラベンダーの香り」に、「ホワイト・フローラル・ブーケ」を「ジャスミンの香り」にそれぞれか改名してリニューアルし、製品名も変更された。

アノンコーワ
- アノンコーワクリーム☆
- アノンコーワFF乳液☆

デスパコーワ
- 新デスパコーワ【第3類医薬品】 - 口内炎や歯ぐきの腫れ用クリーム。

コーン
- コーンプラスターワンタッチ◇【第2類医薬品】 - 絆創膏タイプのうおのめ・たこ用薬。3サイズある（製造販売元：阿蘇製薬）。

バンテリンコーワ
1985年に日本で初めてインドメタシンをスイッチOTC化した外用鎮痛消炎薬。2015年7月に「バンテリンコーワEX」シリーズの発売を機に"V"をシンボライズしたマークと2行で「VANTELIN KOWA」のロゴで構成されたブランドロゴが制定され、「エアロゲルEX」を除く製品の外箱上面に記されるようになり、2017年春には「新ミニパット」と「パップS」も「EX」シリーズに準じたパッケージデザイン変更に伴って正面右上にブランドロゴが記されるようになった。
- バンテリンコーワゲルLT【第2類医薬品】 - 発売当初からあるゲルタイプ（「バンテリンコーワゲル」として発売）。1996年にインドメタシン濃度を1.0%に増量して「バンテリンコーワ1.0%ゲル」に改名、2008年6月にラミネートチューブを新たに採用して「バンテリンコーワ1.0%ゲルLT」に改名。2010年にパッケージリニューアルし現在の製品名となった。
- バンテリンコーワゲルEX【第2類医薬品】 - 2015年7月発売。「バンテリンコーワゲルLT」に比べてl-メントールを3%から6%に増量し、メーカー希望小売価格を値下げした（本体価格 1,650円 → 1,550円）。
- バンテリンコーワゲルα【第2類医薬品】 - 2020年4月発売。「バンテリンコーワゲルEX」の処方をベースに、アルニカチンキを追加配合。メーカー希望小売価格を設定しないオープン価格へ移行した。
- バンテリンコーワ液S【第2類医薬品】 - 1986年に発売された液剤タイプ（「バンテリンコーワ液」として発売）。1996年にインドメタシン濃度を1.0%に増量して「バンテリンコーワ1.0%液」に改名、2010年にパッケージリニューアルし、「バンテリンコーワ液W」（現在は「バンテリンコーワ液EX W」へ継承）と区別するために製品名が変更された。
- バンテリンコーワ液EX S【第2類医薬品】 - 2015年7月発売。「バンテリンコーワ液S」に比べてl-メントールを3%から6%に増量し、メーカー希望小売価格を値下げした（本体価格 1,600円 → 1,500円）。
- バンテリンコーワ液EX W【第2類医薬品】 - 2010年7月に発売されたワイドスポンジとロング&傾斜ボトルを採用した液剤の大容量サイズ（「バンテリンコーワ液W」として発売）。2015年7月にl-メントールを3%から6%に増量してリニューアルし、現在の製品名となった。
- バンテリンコーワ液α【第2類医薬品】 - 2020年4月発売。「バンテリンコーワ液EX S/W」の処方をベースに、アルニカチンキを追加配合。「液EX」では容量ごとに分かれていた製品名が統一され、「液EX S」相当の45gと「液EX W」相当の90gの2容量となり、オープン価格へ移行した。
- バンテリンコーワクリームEX【第2類医薬品】 - 1987年に発売されたアルコール不使用のクリームタイプ（「バンテリンコーワクリーム」として発売）。1996年にインドメタシン濃度を1.0%に増量して「バンテリンコーワ1.0%クリーム」に改名、2008年6月にラミネートチューブを新たに採用して「バンテリンコーワ1.0%クリームLT」に改名。2010年（平成22年）にパッケージリニューアルし「バンテリンコーワクリームLT」に改名した。2015年7月に血流促進成分のトコフェロール酢酸エステルを配合、メーカー希望小売価格を値下げ（本体価格 1,650円 → 1,550円）してリニューアルし、現在の製品名となった。
- バンテリンコーワクリームα【第2類医薬品】 - 2020年4月発売。「バンテリンコーワクリームEX」の処方をベースに、アルニカチンキを追加配合。メーカー希望小売価格をオープン価格に移行した。
- バンテリンコーワクリーミィーゲルEX【第2類医薬品】 - 2004年6月に発売された高浸透ゲルタイプ（「バンテリンコーワ1.0%クリーミィーゲル」として発売）。2008年6月にラミネートチューブを新たに採用して「バンテリンコーワ1.0%クリーミィーゲルLT」に改名。2010年にパッケージリニューアルし「バンテリンコーワクリーミィーゲルLT」に改名した。2015年7月に血流促進成分のトコフェロール酢酸エステルを配合、メーカー希望小売価格を値下げ（本体価格 1,650円 → 1,550円）して現在の製品名となった。
- バンテリンコーワクリーミィーゲルα【第2類医薬品】 - 2020年4月発売。「バンテリンコーワクリーミィーゲルEX」の処方をベースに、アルニカチンキを追加配合。容量は「バンテリンコーワクリーミィーゲルEX」に設定されている大容量の300gが未設定となり、プリスターパック包装の5g×2本は外箱包装の10gに変更。メーカー希望小売価格をオープン価格に移行した。
- バンテリンコーワエアロゲルEX【第2類医薬品】 - 2005年9月に発売されたゲル化剤を配合した薬剤を噴射するエアゾールタイプ（発売当初は「バンテリンコーワ1.0%エアロゲル」として発売）。2010年にパッケージリニューアルして「バンテリンコーワエアロゲル」に改名。2015年7月に有効成分のl-メントールを3%から6%に増量、内容量も90mlから120mlに増量してリニューアルし、現在の製品名となった。
- バンテリンコーワパットEX【第2類医薬品】 - 2002年に発売された7cm×10cmの小型サイズの貼付剤（発売当初は「バンテリンコーワ ミニパット」として発売）。2009年に膏体の改良を行い「バンテリンコーワ新ミニパット」に改名（なお、発売当初は前田薬品工業が製造販売元だったが、後に自社製造となる）。2019年4月にアルニカチンキとl-メントールを追加配合するとともに、独自開発の薄型含水貼付剤「TIAAS製剤」を採用。容量は28枚入りを21枚入りに減容する以外は「新ミニパット」から7枚入り・14枚入り・35枚入り・56枚入りを引き継ぎ、2枚分の面積（10cm×14cm）とした大判サイズ（7枚入り・14枚入り）を新たに設定。メーカー希望小売価格をオープン価格に移行した。
- バンテリンコーワパップS【第2類医薬品】 - 1997年に発売された冷感パップタイプ（「バンテリンコーワパップ」として発売）。2005年4月にパッドの伸縮性・粘着性を向上するとともに、インドメタシン濃度を0.5%に増量してリニューアルし、現在の製品名となった（製造販売元：テイカ製薬）。
- バンテリンコーワパップホット【第2類医薬品】 - 2014年10月発売。添加物としてトウガラシエキスを配合した温感タイプのシップ剤（製造販売元：テイカ製薬）。

リザレックコーワ
- リザレックコーワ【第1類医薬品】 - 2019年4月発売。壮年性脱毛症における発毛剤。なお、通常品は緑のパッケージだが、WINグループ（ココカラファインなど）向け仕様品では紺のパッケージとなる（製造販売元：リョートーファイン）。

#### 譲受後に販売を終了した大日本製薬の製品
- マピロンEV（総合かぜ薬） - 処方は異なるが、1日2回服用型の「コルゲンコーワIB2」が代替製品となる。（製造販売元：大昭製薬）
- マピロン顆粒（かぜ薬）
- マピロンせき止め顆粒（鎮咳去痰薬）
- 親アイロウ目薬
- アイロウAL
- アイロウAG
- 抗菌アイロウS
- 新マルピー水虫薬（ジェット噴射）
- 新マルピー水虫薬C（クリーム）
- 新マルピー水虫薬G（ゲル）
- 新マルピー水虫薬S（液）
- ビタフルBX（ビタミンB1・B6・B12主薬製剤） （製造販売元：ダイト）
- ビタフルEC（ビタミンEC主薬製剤）
- ビタフルEアルファ（ビタミンE主薬製剤）
- ヘルタスシリーズ（ドリンク剤）
- ヘルタスS（ドリンク剤）
- シペラEV（解熱鎮痛薬） - 処方は異なるが、「コルゲンコーワ解熱鎮痛LXα」が代替製品となる。
- マイトラベル【第1類医薬品】（乗り物酔い止め薬） - 液タイプ（テオフィリン配合）。
- コーンソルベント【第2類医薬品】（うおのめ・たこ用薬）（製造販売元：フヂミ製薬所）

#### ライフサポート品
三次元マスク
ダブルΩ加工を採用した使いきりマスク。元々は「クリーンラインコーワ」の派生ブランドである「クリーンラインコーワ 三次元マスク」として発売されたが、ラインナップの拡大により「クリーンラインコーワ」から独立したブランドに移行した。
- 三次元マスク - 2018年9月にリニューアル。耳ひもを幅広の「やわらか耳ひも」に改良。また、サイズラインナップを「ふつうMサイズ」、「すこし小さめM~Sサイズ（2016年発売）」、「小さめSサイズ」、「こども用サイズ」の4サイズとなった。「小さめSサイズ」はベビーピンクとホワイトの2色展開（「小さめSサイズ」以外のサイズはホワイトのみ）。入数は「ふつうMサイズ」「すこし小さめM~Sサイズ」「小さめSサイズ」は7枚入（袋）を基本とし、「小さめSサイズ ホワイト」以外のサイズは30枚入（箱）と50枚入（箱）が設定され、「ふつうMサイズ」と「小さめSサイズ ベビーピンク」には15枚入（箱）とコンビニエンスストア専売の5枚入（袋）も設定される。「こども用サイズ」は5枚入（袋）のみとなる。
- 三次元シャイニングマスク - 2018年9月発売。口元に「口元さらさらシート」を採用。最外層に特殊素材の不織布を用いており、顔の回りに合わせてラウンドカットを施した。サイズは「ふつうMサイズ」と「小さめSサイズ」の2サイズで、入数は5枚入（袋）のみとなる。
- 三次元マスク ミントの香り - 2017年9月発売。「三次元マスク」にミントの香りを閉じこめたマイクロカプセルを含ませたもの。カラーはミントグリーンとホワイトの2色で、それぞれにふつうMサイズと小さめSサイズの2サイズが設定される。
- 三次元高密着マスク ナノ - 2017年9月発売。従来発売されていた「三次元高密着マスク（2014年1月発売）」の後継製品で、フィルターに「ナノ繊維フィルター」と「帯電フィルター」を採用。
- 三次元のどに潤いマスク - 2012年9月発売。保湿タイプ。発売当初はマスクに保水体を内蔵し、付属の専用保水液をマスクの外側から直接かけて使用するものであった。ふつうサイズとすこし小さめ女性用サイズの2サイズ。2017年9月にリニューアルされ、マスク本体に「ウェットバックメッシュシート」が採用され、耳ひもをソフトタイプに改良。保湿液を含んだ「高加湿パッド」をマスクの内側に装着して使用する方式に変更された。サイズバリエーションも「ふつうサイズ」を「ふつうMサイズ」に、「すこし小さめ女性用サイズ」を「すこし小さめM~Sサイズ」にそれぞれ名称変更し、メーカー希望小売価格を設定しないオープン価格に移行された。
- 三次元マスクディズニーデザインコレクション - 2015年12月発売。「三次元マスク」をベースに、キャラクターのシルエットやアイコンをモチーフにデザインしたもの。ふつうサイズは「ミッキーマウス」、すこし小さめサイズは「ミニーマウス」、子ども用サイズは「ミッキー&フレンズ」とキャラクター・パッケージカラー・マスクの基調カラーがそれぞれ異なる。いずれも5枚（袋）のみの設定。
- 三次元高密着マスク - 2014年1月発売。「新型4方向プロテクト構造」と「ハイスペックフィルター」を採用。ふつうサイズ・すこし小さめ女性用サイズ・こども用サイズの3サイズ。
- クリーンラインコーワ三次元マスク レインボーシリーズ - ベビーピンク、ピュアオレンジ、ソフトアイボリー、レモンイエロー、ライトグリーン、スカイブルー、クールパープルの7色展開。2010年には7色全て入った35枚入りの「レインボーパック」が加わった。
- 三次元花粉ダブルブロックマスク - 2011年2月発売。静電気防止加工とミクロ繊維フィルターを採用した花粉用マスク。ふつうサイズとすこし小さめ女性用サイズの2サイズ。
- 三次元こども用マスク - 大人用と同じ構造を用い、ソフトタイプの耳ひもを採用したこども用。元々は「さわやかホワイト」と「かわいいピンク」の2種類を展開していたが、2013年10月に香りつきのいちごの香り（ピンク）、みかんの香り（オレンジ）、メロンの香り（グリーン）の3種類が発売され、後に「さわやかホワイト」と「かわいいピンク」が「無香タイプ ホワイト」と「無香タイプ ピンク」としてリニューアルし、ラインナップを統合した。
- 三次元快適マスク - 2012年9月発売。綿100%ガーゼ（内側）、ノーズフィッター、くもりブロッククッション、幅広のソフトタイプ耳ひもを採用した使い切りタイプ。ふつうサイズとすこし小さめ女性用サイズの2サイズ。
- メイクがおちにくいマスク - プロテクトコートとマウスバーを採用した使いきりマスク（製品名に「三次元」は入らないが、パッケージには「三次元」ロゴが表記される）。2017年9月にプロテクトコートの範囲をファンデーションが特につきやすい部分に限定し、カラーをピンク系のベビーピンクのみに集約。入数を4枚に増量し、オープン価格に移行してリニューアルされた。
- ほんのりハーブが香るマスク - 2011年10月発売。「メイクが落ちにくいマスク」の姉妹商品で、マスクを叩くことで香りがはじけるマイクロカプセルを付けたもの（製品名に「三次元」は入らないが、パッケージには「三次元」ロゴが表記される）。2017年9月にプロテクトコートを改良し、マスク表面に花柄のアクセントを追加。既存のラインナップをローズの香り（シュガーピンク）とラベンダーの香り（ピュアパープル、2012年9月発売）の2種類に集約し、新フレーバーとなるグレープフルーツの香り（フレッシュホワイト）を追加した3種類となり、入数を4枚に増量、オープン価格に移行してリニューアルされた。
- クリーンラインコーワ三次元 spec N95 - NIOSH（米国労働安全衛生研究所）認定のN95規格適応。頭かけタイプのゴムを採用。ふつうサイズとすこし小さめサイズの2サイズ。

キュートステップ
インソール。過去にはジェルパッドやデオドラントスプレーが発売されていた。
- ブーツ用インソール
- 香りのインソール
- パンプス用インソール つま先タイプ

ビューティアン
サンダル・ミュール用インソール。
- 足裏フィット
- 足裏スリムフィット
- アーチフィット
- かかとフィット
- つま先フィット

バンテリンコーワ
- バンテリンコーワアイシングスプレー - 2010年4月発売。コールドスプレー（メントール配合）。
- バンテリンコーワサポーター - 2010年4月発売。テーピング機能付サポーター。当初は手くび専用・ひじ専用・ひざ専用・足くび専用・ソックスタイプの5種類を設定していたが、同年10月に腰用を、2011年4月にふくらはぎアシスト、2019年3月に親ゆび専用、同年9月に腰用の強力固定タイプとなる腰椎コルセットが順次発売され、9種類がラインナップされている。また、手くび専用・ひじ専用・ひざ専用・腰用・腰椎コルセットにはカラーバリエーションがあり、手くび専用・ひじ専用・ひざ専用はブラック、シルバーグレー、ライトピンクの3色展開、腰用はブラックとシャイニンググレーの2色展開、腰椎コルセットはブラック、ブルーグレー、パステルピンクの3色展開である。2017年3月には腰用のリニューアルを行い、カラーバリエーションはホワイトに替わり、シャイニンググレーを設定した。なお、2017年より順次パッケージ正面右上に"V"のシンボルと「VANTELIN KOWA」ロゴで構成されたブランドロゴ入りのパッケージに変更されている。また、親ゆび専用の発売に伴い、手くび専用・ひじ専用・ひざ専用・足くび専用・ふくらはぎアシストもパッケージデザインやカラーバリエーションを変更するリニューアルが行われた。
- バンテリンコーワしっかり加圧タイプ - 2012年4月発売。テーピングを交差させることで固定力を高めたタイプ。当初は「特殊形状背部ハードパネル」とクロステーピングの構造とした腰用のみの設定だったが、2014年9月にハードパネルをワイド化、テーピング構造をダブルに強化した3Lサイズの腰用ワイドサイズを、2015年10月に面ファスナー式の「パワーテーピングベルト」と「反発ボーン」の構造としたひざ専用を、2016年9月に「パワーテーピングベルト」とソフトメッシュインナーの一体化構造とした手くび専用と足くび専用を追加発売し、5タイプが発売されている。また、ひざ専用にはカラーバリエーションがあり、ブラックとホワイトの2色が設定されている。なお、ひざ専用からは、パッケージ正面右上に"V"のシンボルと「VANTELIN KOWA」ロゴで構成されたブランドロゴが入るようになり、腰用・腰用ワイドサイズも2017年よりブランドロゴ入りのパッケージに変更されている。
- バンテリンコーワ保温サポーター - 2011年10月発売。吸湿発熱繊維「セルフヒートファイバー」を採用して保温機能を付加したもの。発売当初はひざ専用のみだったが、2018年9月にひじ専用と手くび専用が追加発売され、ひざ専用もパッケージデザインを変更するリニューアルが行われた。
- バンテリンコーワ高通気サポーター - 2018年3月発売。一部にドライメッシュ編みを施して通気性を高めたタイプ。ひじ専用・手くび専用・ひざ専用・足くび専用の4種類があり、それぞれにライトブルーとライトピンクの2色が設定される。
- バンテリンコーワテーピングテープ - 2013年10月発売。テーピングテープ。カラーラインナップは一般的なテーピングテープで用いられるベージュの他に、ブラック・ライトブルー・ライトピンクを加えた4色展開。また、幅は25mm（2本入り）・37.5mm・50mmの3タイプを設定している。

ウナコーワ
- ウナコーワ虫よけ当番 - 2011年4月発売。メトフルトリンを配合したプレートタイプの虫よけ剤。ウナコーワのキャラクターである「小フーフー」・「小スースー」をそのままデザイン化したもので、目シールを同梱。カラーは発売当初、ブルーのみの設定だったが、2012年2月にピンクを、2013年2月にブラウンを追加し3色展開となる。また、持続日数については発売当初63日間タイプのみだったが、2012年2月に133日間タイプの「長持ち1シーズン」を追加、2014年3月には「もっと長持ちスーパーロング260日間」を追加した（63日間タイプは2015年で終売）。2016年3月に「もっと長持ちスーパーロング260日間」の有効成分量を1.5倍に増量し、「ワイド260日間」に改名してリニューアル。2018年3月には「ワイド260日間」をベースにシンプルデザインとした「スリムタイプ」と「コンパクトタイプ」を追加発売。これらの製品では、オフホワイトとモスグリーンの2色展開となる。なお、「長もち1シーズン」が終売となった為、持続日数は260日間に統一された。

ホッカイロ
白元（現・白元アース）から製造・販売を引き継ぎ、2014年9月に本格的に発売を開始した使い捨てカイロ。「ホッカイロ ぬくぬく日和」・「ホッカイロ」・「ホッカイロ 新ぬくぬく当番」は貼るタイプ・貼らないタイプがあり、それぞれにレギュラーとミニの2サイズを設定し、10個入りと30個入りをラインナップしている。
- ホッカイロ ぬくぬく日和 - 「ホッカイロぬくぬく日和 貼るタイプ」は大容量60個入りも設定している。
- ホッカイロ - 白元で発売されていた「ホッカイロ」・「はるホッカイロ」を継承した製品。「ホッカイロ 貼るタイプ」は大容量の60個入りも設定している。
- ホッカイロ くつ用 - くつの中のつま先部分に貼るタイプ。すべり止めつき。5足分と15足分を設定。
- ホッカイロ くつ下用 - くつ下のつま先部分に貼るタイプ。5足分と15足分を設定。
- ホッカイロ つま先用 - くつ下をくるむようにサンドイッチして使用する。
- ホッカイロ 新ぬくぬく当番 - 2017年9月に「ホッカイロ ぬくぬく当番」の貼るタイプ・貼らないタイプを改良。配合処方が変更されたほか、パッケージデザインは貼るタイプに赤・貼らないタイプに緑の差し色を付けて製品が区別された。
- ホッカイロ ぬくぬく当番 - 2016年9月にくつ用とくつ下用を発売。活性炭を特殊製法ヤシガラ活性炭に変更するなど処方変更を行い、外観を「ホッカイロ くつ用・くつ下用」の白から黒に変更した。

ヒートチャージャー
2015年9月発売。高温タイプ・屋外用の貼らないカイロ。
ウイルス当番
2014年11月発売。「ウナコーワ虫よけ当番」「ホッカイロぬくぬく当番」に次ぐ“当番シリーズ”の雑貨品。二酸化塩素を主成分としたマスコット形の空間除菌製品（家庭用二酸化塩素ガス製品）。当初はレッドの容器の「およそ1ヵ月用」のみだったが、2015年9月にブルーの容器の「およそ2ヵ月用」とイエローの容器の「およそ3ヵ月用」を追加発売して3種類となった。2017年9月にはシンプルデザインの「ウイルス当番 クリアポット」を追加発売。「ウイルス当番」同様、本体色によって仕様が異なり、オフホワイトが「およそ1ヵ月用」、ミルキーピンクが「およそ2ヵ月用」、パウダーブルーが「およそ3ヵ月用」となる。

#### 化粧品
ドクターネイル
- ディープセラム - 2013年11月発売。水溶性製剤を採用したはけ付のネイルケア美容液。当初はネイルサロンを中心に販売していたが、2014年8月に、既存品（6.6ml）のハーフサイズとなる3.3ml入りを追加発売し、ドラッグストアにも販路を拡大した。

#### 食品・飲料
カンゾコーワ
2018年10月発売。清涼飲料水に区分される「ドリンクタイプ」と栄養補助食品に区分され、シート包装とした「粒タイプ」の2種類がある。
コーワ パワードコーヒー
2014年4月発売。ローヤルゼリーエキス他4つのパワー成分に3つのビタミン（B1・B2・B6）を配合したエナジー系缶コーヒー。ブラック無糖、レギュラー、カフェ・オレの3種類。同年9月には既存のラインナップとは異なる赤のパッケージとした微糖を追加発売。2020年春にパッケージデザインが変更された。

### 医療用医薬品
- リバロ - ピタバスタチンカルシウム：HMG-CoA還元酵素阻害剤（高コレステロール血症治療剤、提携：日産化学）
- パルモディア - ペマフィブラート：高脂血症治療剤
- デベルザ - トホグリフロジン：選択的SGLT2阻害剤（2型糖尿病治療剤）
- アプルウェイ - トホグリフロジン：選択的SGLT2阻害剤（2型糖尿病治療剤）
「アプルウェイ」は元々サノフィが製造販売承認並びに販売を行ってきたが、2020年4月に販売を当社へ移管、同年6月に製造販売承認を当社へ承継し、「デベルザ」と共に当社が製造販売元となった。
- スイニー - アナグリプチン：選択的DPP-4阻害剤（2型糖尿病治療剤、製造販売元：三和化学研究所）
- カリメート - ポリスチレンスルホン酸カルシウム：血清カリウム抑制剤
- セレニカ - バルプロ酸：抗てんかん剤、躁病・躁状態治療剤、片頭痛治療剤
本品は当社が製造販売を行う製品に加え、田辺三菱製薬が販売する仕様がある。田辺三菱製薬販売品は同社子会社である吉富薬品がコ・プロモーションを行う。

### 光学機器
| 左：プロミナー観光用望遠鏡、右：てれぼーくん（秋田市のタワー「セリオン」にて）  |  | 左：プロミナー観光用望遠鏡、右：てれぼーくん（秋田市のタワー「セリオン」にて） |
| 左：プロミナー観光用望遠鏡、右：てれぼーくん （秋田市のタワー「セリオン」にて） |  |                                                                                |

- コーワ「プロミナー」
現行製品で「プロミナー」ブランドが使われているのはスポッティングスコープで、バードウォッチングの世界では人気のブランドだが、以前はカメラ用レンズ、映画上映用レンズなどにも使われており、これらも高性能レンズの代名詞として高い評価を得ていた。2014年2月にマイクロフォーサーズシステム規格に賛同し、同年9月に「プロミナー」ブランドのマイクロフォーサーズマウント対応単焦点レンズを発売。
- 眼底カメラ、眼圧計など、眼科・メガネ店用光学機器
トプコン、カール・ツァイス、ニコンとともによく使われている。深視力検査機「ビジョンテスター」は、運転免許センターでも使われている。
- LED照明機器
- てれぼーくん（観光用テレビ望遠鏡）

- かつて製造していた製品
- カメラ
かつては一般向けのカメラも製造しており、カロワイド、カロテレ、コーワSW、コーワSET-R、コーワシックスなどカメラ愛好家からは今日でも評価の高いカメラを製造していた。
- プラネタリウム
興和の前身である興服産業株式会社興和光器製作所がかつて興和プラネタリウムとして製造し、1959年に愛知県蒲郡市にあった三谷プラネタリウムに1号機が納品されている[35]。2号機は浜松市児童会館に納品されたが、1986年の閉館後は浜松科学館に移設・展示されており、現存するのはこの1台のみである[35]。製作されたプラネタリウムはこの2台のみで、1号機は1970年の三谷プラネタリウム閉館後、2号機の部品取りとして使用された[35]。
- 測距儀
65式66cm測距儀として海上自衛隊の各艦艇に採用されていた。

### 放送機器・映像・IT関連
放送機器
- 時刻スーパー発生機（通称「興和フォント」）
- CM・番組バンク
- 静止画発生機
- オーディオビデオファイリング装置
- 音声送出装置
- ネットワーク型オーディオファイル
- 電子キューシート
- CDライブラリー
- 放送同録装置
- 自動番組送出装置
- ビデオマーカー
- JFN情報ネットワーク - TOKYO FMをキー局とするJFNの番組配信・交換システム。JFN系列全局に納品されている[36]。

業務用映像機器
- マトリックススイッチャ
- 分配器

IT・ソリューション
- 電子透かし
- VoIPアナライザー

### 照明器具
- LUPINUS（ルピナス） - LED照明スタンド
- LUXELA（ルクセラ） - LED照明器具

## マスコット

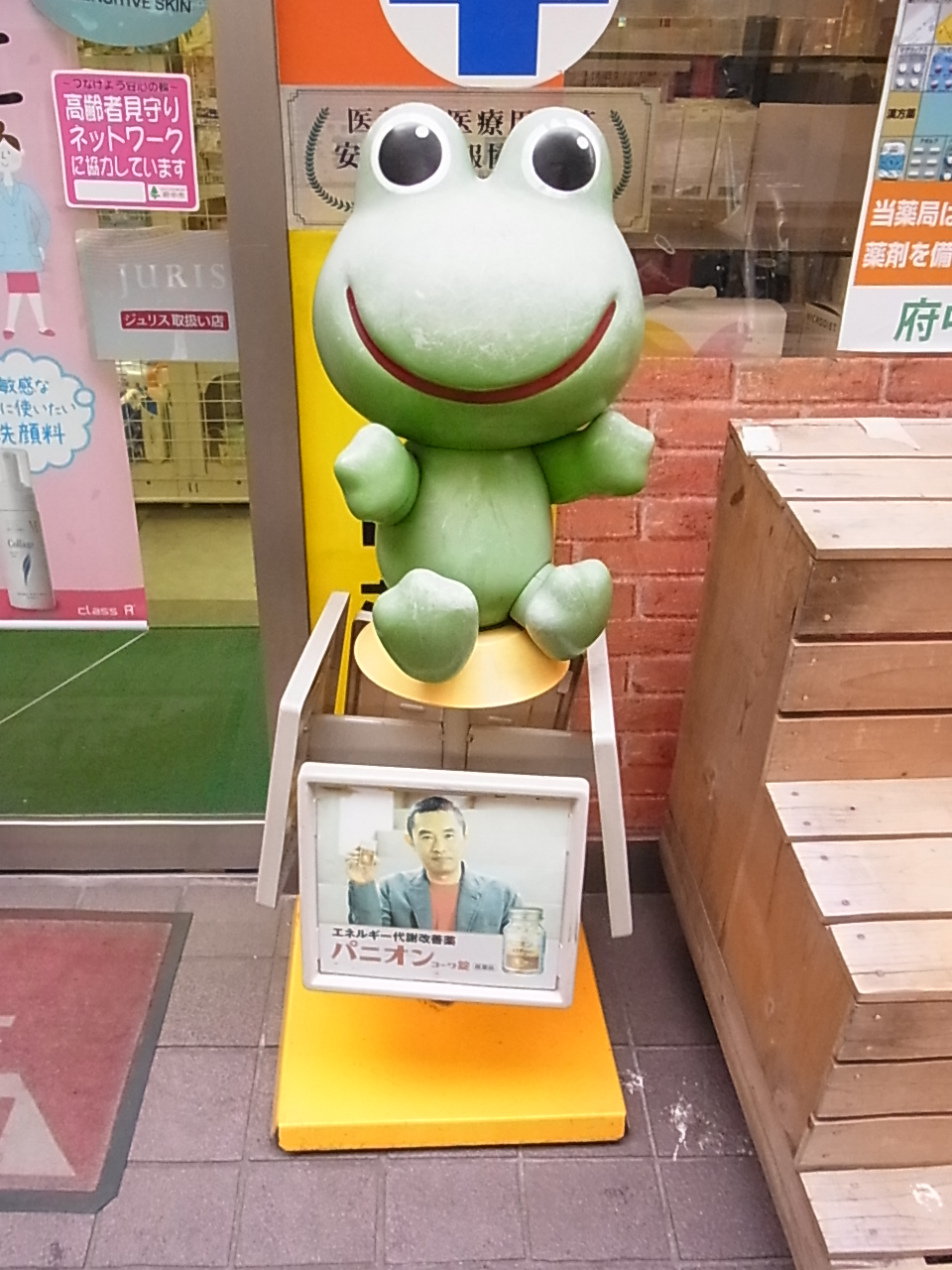
ケロちゃん

薬局の店頭に置いてある興和のマスコットの「カエル」（ケロちゃんコロちゃん）は「コルゲンコーワ」のマスコットキャラクターでお馴染みだが、1947年に発売された蕁麻疹の薬「レスタミンコーワ」の新聞広告（1949年5月掲載）で登場したのが最初で（当時は今のものより直線的なイラストだった）、その後1964年の保積ぺぺ出演の「コルゲンコーワ」のテレビCM「おめえ、ヘソねえじゃねえか」で大ヒットする（後に明石家さんま出演によるリメイク版CMも放映された）が、CM低俗論を惹起した。
1949年に薬の新聞広告の中で初登場したカエルだが、マスコット人形としての誕生は1958年（昭和33年）からである。薬局の軒先に設置されている「店頭カエル」は、1963年（昭和38年）10月に誕生した。その後1977年（昭和52年）10月にモデルチェンジし、新しいマスコット人形が登場する。店頭のカエルもこれにあわせて1978年（昭和53年）8月よりモデルチェンジした。薬局の店頭、病院や医院から消費者や患者へ手渡された分身であるマスコットはすでに1億匹を超えている 。2008年4月より薬局の店頭にケロちゃんコロちゃんの2匹セットの店頭人形が登場している。
ちなみに興和のカエルのマスコットには「ケロちゃん（女の子）」「コロちゃん（男の子）」という愛称がついている（大きめのマスコットでは、ケロちゃんには女の子らしいまつ毛があるのが確認できる）。
薬局で店頭に置かれる他のマスコットとして大正製薬の鷲、エスエス製薬のピョンちゃん（うさぎをモチーフにしたキャラクター）、佐藤製薬のサトちゃん（象をモチーフにしたキャラクター）が存在する。
近年は、ウナコーワシリーズの「小フーフー&小スースー」も、製品やノベルティに多用されている。

## テレビ番組
- 日経スペシャル ガイアの夜明け “国民病”を退治せよ～花粉症対策は森林再生にあり（2008年4月15日、テレビ東京）[38] - 花粉症マスク市場の前線を取材。

## テレビCM
一般用医薬品（OTC医薬品）のCMでは、2007年頃からナレーションで「OTC医薬品」と説明しているほか、CM内で商品の実物や商品名のブランドロゴ表示時には画面の右下に日本OTC医薬品協会が制定したOTC医薬品のロゴマークを小さく表示している。

### 主な出演者
2025年現在
- 大谷翔平（バンテリンコーワシリーズ、シンクロンコーワ[39]、2022年-）
- 常盤貴子[注釈 3]（新キャベジンコーワS、以前は液キャベコーワシリーズにも出演）
- 斎藤工（キューピーコーワαドリンク、コルゲンコーワIB錠TXα、以前は、キューピーコーワゴールドαプレミアム、キューピーコーワαチャージにも出演）
- 内田有紀（コルゲンコーワIB錠TXα）
- 北川景子（コルゲンコーワLX錠）
- 高橋春織（コルゲンコーワ鼻炎フィルムα）
- 武井咲（キューピーコーワコーワゴールドαプレミアム）
- 山田裕貴、本間日陽（キューピーコーワαチャージ）
- 鹿沼憂妃（キューピーコーワヒーリング）
- 原菜乃華（ウナコーワエース）
- 山寺宏一（CMナレーション（一部除く）。かつてウナコーワクールにも出演）
- 三石琴乃（ナレーション。キューピーコーワiドリンク）

過去の出演者
- 平愛梨（アノンコーワ）
- 牛島和彦（ミカロン）
- 小松辰雄（ミカロン）
- 小林克也（ミカロン）
- 樹木希林（ウナコーワ、コルゲンコーワトローチ）
- 北島三郎（ウナコーワ）
- 宗田淑（プチウナコーワ、ウナコーワ虫よけ当番） - 夏季のみ
- 多岐川華子（新ウナコーワクール「もろこしヘッド」） - 夏期のみ
- 北乃きい（新ウナコーワクール「もろこしヘッド」） - 夏期のみ
- 足立梨花（新ウナコーワクール「もろこしヘッド」、プチウナコーワ） - 夏期のみ
- 逢沢りな（プチウナコーワα、新コルゲンコーワうがいぐすり「ワンプッシュ」）
- ダウンタウン（ウナコーワ虫よけ、ウナコーワ）
- Kis-My-Ft2（ウナコーワ虫よけ当番、ホッカイロぬくぬく当番、ウナコーワエース）
- 小島萌（プチウナコーワ） - 夏期のみ
- 内藤剛志（パニオンコーワ錠）
- 岡田薫（キューピーコーワi）
- アイ・ジョージ（キューエンドピーコーワ80） - 1970年代
- 柳生博（キューピーコーワゴールド） - 1980年代
- 三浦浩一（キューピーコーワゴールド）
- 椎名エミ（キューピーコーワゴールドA） - 元競泳選手
- 岸本加世子（新キューピーコーワゴールド、コルゲンコーワ鼻炎ソフトカプセル、アノンコーワ）
- 笛木優子（新キューピーコーワiプラス）
- 米倉涼子（キューピーコーワゴールドα-プラス、キューピーコーワゴールドαドリンク、キューピーコーワゴールドαプレミアム。かつてバンテリンコーワパップSにも出演）
- 大谷凜香、佐野勇斗（キューピーコーワαチャージ）
- あいはら友子（パニオンコーワ錠）
- 高垣麗子（デュアタイムコーワ）
- 玉川良一（キャベジンコーワ）- 1960年代。「恐れ入りました」のCMで有名。
- 森繁久彌（キャベジンコーワ）- 1970年代
- 井上順（キャベジンコーワ顆粒）
- 船戸順（キャベジンコーワ）
- 岩井友見（キャベジンコーワS）
- 入江雅人（キャベジンコーワS）
- 今井陽子（キャベジンコーワS）
- 上川隆也（新キャベジンコーワS）
- 広末涼子（新キャベジンコーワS）
- 木村卓寛（天津）（新キャベ2コーワ）
- ナイツ（塙宣之・土屋伸之）（新キャベ2コーワ＆液キャベコーワU）
- 藤本隆宏（新キャベジンコーワS、以前は液キャベコーワシリーズにも出演）
- 須藤雅宏（ザ・ガードコーワ整腸錠）
- 床嶋佳子（ザ・ガードコーワ整腸錠）
- 宅麻伸（ザ・ガードコーワ整腸錠PC）
- 市川由衣（ザ・ガードコーワ整腸錠PC）
- 中村龍介・小深山菜美・酒井治美（トメダインコーワ）
- 紺野ゆり（ナチュラートコーワ）
- 朝岡聡（アルタットA）
- 森光子（コルゲンコーワ）
- 明石家さんま（コルゲンコーワ）
- 保積ぺぺ（コルゲンコーワ）子役時代に出演。「おめえ、ヘソねえじゃねえか」のCMで有名。
- 浅田美代子（コルゲンコーワトローチ、ウナコーワ、モココーワ）
- 石川優子（コルゲンコーワトローチ、ウナコーワ）コルゲントローチのCMでは、「クリスタルモーニング、透き通る声聞かせて」と歌い、クリスタルボイスを聞かせた。
- 柏原芳恵（コルゲンコーワトローチ、ウナコーワ、ウナゼリー）
- 鈴木杏（新コルゲンコーワかぜ錠）
- ともさかりえ（コルゲンコーワ鼻炎ソフトカプセル、コルゲンコーワIB透明カプセル）
- 伊原剛志（コルゲンコーワIB透明カプセル、コルゲンコーワ鼻炎ソフトミニカプセル）
- 甘糟記子（コルゲンコーワIB透明カプセル）
- 安座間美優（コルゲンコーワ鼻炎ジェルカプセル）
- 滝裕可里（コルゲンコーワ鼻炎ジェルカプセル、コルゲンコーワ鼻炎フィルム、かつてウナコーワジェルにも出演）
- 野間口徹（コルゲンコーワIB錠TX）
- 泉谷しげる（フィニッシュコーワ）
- 小金沢昇司（フィニッシュコーワ）「歌手の小金沢君は…」のCMで有名。
- つのだ☆ひろ（フィニッシュコーワ）
- 大地真央（アノンコーワ）
- 鈴木サチ（アノンプラスコーワ）
- 紺野まひる（ケラチナミンコーワ）
- 宮崎美子（ケラチナミンコーワ 20%尿素配合クリーム）
- 櫻井淳子（新ケラチナミンコーワ20%尿素配合クリーム）
- 岩本多代（新ケラチナミンコーワ20%尿素配合クリーム）
- 河井青葉（ケラチナミンコーワアロマモイストクリーム）
- Wonder Girls（マシュパフコーワ）
- 高嶋ちさ子（バンテリン）
- 中澤佑二（バンテリン・バンテリンエアロゲル）
- 陳建一（バンテリン）
- 坂井宏行（バンテリン）
- マック鈴木（バンテリン）
- 渡辺真知子（バンテリン）
- 見城美枝子（バンテリン）
- 杉山愛（バンテリン）
- 小林浩美（バンテリン）
- 山本浩二（バンテリン）
- 松木安太郎（バンテリン）
- 鈴木亜久里（バンテリンコーワ1.0%エアロゲル）
- ラモス瑠偉 （バンテリン）-2002年。「バンテリンあるんよう」のセリフで話題に。
- 三浦知良（バンテリンコーワ1.0%LTシリーズ）
- 松本幸四郎（バンテリンコーワ1.0%クリーミィゲル）
- フランソワーズ・モレシャン（バンテリンコーワ1.0%ゲル）
- 松坂大輔（バンテリンコーワシリーズ）
- クルム伊達公子（バンテリンコーワ新ミニパット）
- タイガー・ウッズ（バンテリンコーワシリーズ ）[40][41]
- 有村智恵（バンテリンコーワサポーター、バンテリンコーワ新ミニパッド、バンテリンコーワ液W）
- 松山英樹（バンテリンコーワシリーズ）[40]
- 武田久美子（ウナコーワ)-弟と出演。1978年
- 英玲奈（クリーンラインコーワ三次元マスク、三次元ほんのりハーブが香るマスク、三次元高密着マスク、かつて同じ「三次元」シリーズの三次元メイクがおちにくいマスクにも出演）
- 上原美佐（新キューピーコーワi）
- アーノルド・シュワルツェネッガー（コーワ パワードコーヒー）
- ブルース・ウィリス（コーワ パワードコーヒー）
- マーク・パンサー（コーワ パワードコーヒー）
- 欅坂46（コーワ三次元マスク）
- 八嶋智人、新井恵理那（カンゾコーワ1000）
- 柳家小さん（アイボリークリームシャンプーコーワ）

### 興和のスポンサー番組
- 現在
  - 健康カプセル!ゲンキの時間（CBCテレビ製作、TBS系列 毎週日曜午前7時）※一社提供。
  - ダンロップフェニックストーナメント（毎日放送・宮崎放送共同製作、TBS系列、2017年度 - ）※30秒×2本のスポンサー。
  - NNN系列の夕方ローカルニュース枠NNN Newsリアルタイム→news every.（日本テレビ系列 毎週月〜木曜 16時53分 - 19時・金曜 17時 - 19時）※番組名が変わっても提供を継続。現在火曜と木曜の18時台中盤を提供。
  - News zero ※火曜日のみ提供。
  - ズームイン!!サタデー（同上）※5時台、7時台ともに提供。
  - シューイチ（同上）
  - サタデーLIVE ニュース ジグザグ（読売テレビ製作）（同上）
  - テレビタミン → てれビタ（熊本県民テレビ、2014年4月より木曜18時台のみ提供。）
  - 朝ズバッ!→あさチャン!→THE TIME,（TBS系列）※7時台前半を隔日提供。
  - ゴゴスマ（CBCテレビ製作・TBS系) ※関東ローカルで火曜と金曜の14時台に提供。
  - Ｎスタ (TBS系列) ※18時台後半を隔日提供。
  - News23 (TBS系列)※関東ローカルで隔日提供。
  - プレバト!!（MBS製作・TBS系列）
  - サンデーモーニング (TBS系列) ※関東ローカルで9時台提供。
  - めざましテレビ（フジテレビ系列）※関東ローカルで月曜・水曜5時台前半・木曜7時台中盤に提供。
  - ノンストップ!（フジテレビ系列）※木曜日のみ提供。
  - Live News イット!（フジテレビ系列）※火曜15時台・月曜と木曜の16時台・水曜と金曜の18時台に提供。
  - FNNプライムニュース α→FNN Live News α（フジテレビ系列）※関東ローカルで水曜・木曜の後半スポンサー。
  - 日曜報道 THE PRIME（フジテレビ系列）※関東ローカルで後半に提供。
  - すぽると!（フジテレビ系列）※関東ローカルで日曜日のみ提供。
  - ぐっさん家（東海テレビ）
  - グッド!モーニング（テレビ朝日系列）※火曜7時台のみ提供。
  - スーパーJチャンネル（テレビ朝日系列）※18時台後半を隔日提供。
  - 報道ステーション（同上）※水曜日提供→2024年10月現在月曜日・金曜日のみ提供。
  - 羽鳥慎一モーニングショー（同上）※月曜日・水曜日のみ提供。
  - 日曜マイチョイス（同上）
  - ウドちゃんの旅してゴメン（メ〜テレ製作、同上）
  - マイナビABCチャンピオンシップゴルフトーナメント（朝日放送テレビ製作、同上）
  - THEフィッシング（テレビ大阪製作・テレビ東京系列）

- 過去
  - NEWS ZERO（日本テレビ系 毎週金曜23時30分 - 24時55分）　
  - スッキリ（同上）※水曜の9時台後半を提供。
  - ヒルナンデス!（日本テレビ系）※水曜と金曜の12時台を提供。
  - ご存じですか（日本テレビ系 毎週水・木曜11時25分 - 11時30分）※終了
  - 満天☆青空レストラン（日本テレビ系 毎週土曜日18時30分 - 19時00分）
  - 怪談レストラン（テレビ朝日系 毎週火曜19時30分 - 19時54分）※終了
  - 愛のエプロン（テレビ朝日系 毎週水曜19時00分 - 19時54分）※終了
  - ワールドトリガー（テレビ朝日系 毎週日曜6時30分 - 7時00分）※終了
  - スーパー戦隊シリーズ[注釈 4]（テレビ朝日系 毎週日曜7時30分 - 8時00分）
  - クレヨンしんちゃん（テレビ朝日系 毎週金曜19時30分 - 19時54分）
  - LIVE BANG!（テレビ東京系 毎週日曜22時54分 - 23時24分）※終了
  - 史上最強の弟子ケンイチ（テレビ東京系 毎週土曜24時55分 - 25時25分）※終了
  - BUZZER BEATER（日本テレビ系 毎週火曜24時56分 - 25時26分）※終了
  - 夢色パティシエール（日本テレビ系 毎週日曜7時00分 - 7時30分）※終了
  - 読売新聞ニュース（読売テレビ（関西ローカルのみ） 毎週月〜金曜17時00分 - 17時10分 但し隔日制）※終了
  - よみうりニュース NNN（同上・NNN朝のニュースのタイトル差し替え　毎週月〜土曜6時45分 - 7時00分）※終了
  - 開運!なんでも鑑定団（テレビ愛知）
  - べるぜバブ（日本テレビ系 毎週日曜7時00分 - 7時30分）※終了
  - そこが知りたい 特捜!板東リサーチ（CBCテレビ）※終了
  - みのもんたの朝ズバッ!（TBS系）※火曜と木曜の5時台を提供。※終了
  - 報道特集（TBS系 毎週土曜17時30分 - 18時55分）
  - FNNスピーク（フジテレビ系列）※金曜のみ提供。※終了。
  - 金曜スーパープライム （日本テレビ系）※終了
  - プロ野球No.1決定戦!バトルスタジアム （日本テレビ系  2019年のみ）
  - The Queens presented by KOWA（毎日放送製作、TBS系 毎年12月上旬・2015年 - 2017年）※大筆頭スポンサー。
  - やじうまテレビ!（テレビ朝日）※終了、火曜の7時台前半を提供。
  - 生きる×2（民間放送教育協会・テレビ朝日他全国33局）
  - バイキングMORE（フジテレビ系）※終了
  - 情報ライブ ミヤネ屋（読売テレビ製作、日本テレビ系 毎週月〜金曜13時55分 - 15時50分 但し水曜日の14時台のみ）※現在の枠は2010年10月より、以前はニュース直前にPT扱いで提供）
  - AKBINGO!（日本テレビ、中京テレビ　日本テレビ 毎週水曜0時29分 - 0時59分、中京テレビ 毎週火曜0時59分 - 1時29分）※終了
  - イッポウ（CBCテレビ、水曜日提供）※終了
  - ここがポイント!!池上彰解説塾（テレビ朝日系）※終了
  - ウェークアップ（読売テレビ製作、日本テレビ系）※終了

## ウナガール
ウナガールとは、ウナガールオーディションによって選ばれたウナコーワのCMヒロインである。2011年よりウナコーワのCMヒロインを選ぶウナコーワオーディションを開始。ウナガールは特設サイトで行われる一般投票と一般投票で選ばれた上位3名で行う最終選考から選出される。

### 歴代ウナガール
- 2011年ウナガール（初代） - 宗田淑
- 2012年ウナガール - 尾中琴美
- 2013年ウナガール - 筑井美佑輝

## スポーツ

### スポンサード
- KKT杯バンテリンレディスオープン - 2013年から特別協賛している日本女子プロゴルフ協会（JLPGA）公認のプロゴルフトーナメント。但し2016年大会は直前に発生した熊本地震の影響[42]、また2020年大会は新型コロナウイルス感染拡大の影響により開催中止[43]となった。
- The Queens presented by KOWA - 2015年から2017年まで特別協賛していたJLPGA、韓国女子プロゴルフ協会、オーストラリア女子プロゴルフ協会、ヨーロッパ女子プロゴルフツアー特別後援のゴルフ対抗戦。
- 東海クラシック - 日本ゴルフツアー機構（JGTO）主管の男子プロゴルフトーナメント。2020年から新たに冠スポンサーに就任し「バンテリン東海クラシック」の名称で開催[44]。
- トムス - 2016年よりスポンサー契約を締結し、「VANTELIN TEAM TOM'S」として全日本スーパーフォーミュラ選手権に参戦している[45]。
- 日本相撲協会 - 2022年1月から2024年12月まで協賛企業の最高位「トップパートナー」契約を締結。大相撲年6場所において幕内取組の懸賞旗に主力商品の「バンテリン」や「キャベジン」を掲出している。
- スクーデリア・フェラーリ - 2025年4月2日、高級ホテルブランド「エスパシオ」名義でスポンサーシップ契約を締結したことを発表した[46]。

### 施設命名権
- バンテリンドーム ナゴヤ - 2021年1月から5年間の命名権（ネーミングライツ）契約により、ナゴヤドームの名称が「バンテリンドーム ナゴヤ」に変更された[24][47][48][49]。

## 不祥事・問題
景品表示法違反（優良誤認）
- 2015年2月21日、「ウナコーワ虫よけ当番」などの商品が「虫を寄せ付けない」などと謳っているが根拠が不十分であるとして、景品表示法違反（優良誤認）で消費者庁から再発防止の措置命令を受けた[50]。

省令違反による製造・出荷停止
- 2023年8月3日、指定医薬部外品の内用液剤「コルゲンコーワ滋養チャージ 100ml」（JANコード 4987973121580）[注釈 5]の製造において、厚生労働省が定める「医薬品及び医薬部外品の製造管理及び品質管理の基準に関する省令 (GMP省令) 」違反が発覚、同省令で承認されていない製造指図書・記録書に基づいた製造、製造記録の不備、品質部門で必要とされる試験検査項目が一部実施されていない省令違反があったことが判明した[52]。興和はこれを受け、小売店等には商品回収の連絡をしたものの[52]、興和は直ちに当該商品のページを公式ウェブサイトから削除し、さらに一般消費者・マスメディア等に向けてこの違反を広く周知することはしなかった[53]。

日本OTC医薬品協会からの除名処分
- 2021年10月26日、日本OTC医薬品協会は「度々理事会決議に反し、また理事会決議を否定する行動をとり、さらには、日本OTC医薬品協会の業務遂行に支障を生じさせた」〔ママ〕として、興和を除名処分としたことを発表した[54]。背景には日本OTC医薬品協会の上部組織である日本一般用医薬品連合会の会長人事をめぐる大正製薬などとの確執があるとされている[55]。
- 2024年9月、興和は日本OTC医薬品協会が編集する「OTC医薬品事典」の2022年5月発行版より興和の製品が除外され、損害を被ったとして日本OTC医薬品協会と関連団体の日本OTC医薬品情報研究会、当時の日本OTC医薬品協会会長であった大正製薬相談役の上原明および情報研究会の代表理事で元厚生労働官僚の黒川達夫に対し、事典の頒布中止および回収と賠償金1億円の支払いを求める訴訟を東京地裁に起こした[55]。